# ARC-óriásplakát-kiállítás
Az ARC óriásplakát-kiállítás - marketinganyagokban évek óta @®© formában írva - 2000 óta, a 2011-es évet leszámítva Budapesten megrendezett ingyenes közterületi plakátkiállítás.

## Leírása
A kiállítás során a vizuális kultúra két meghatározó műfajának, a reklám és a képzőművészet ötvözetében létrehozott, évről évre más tematika mentén készült óriásplakátokat - 5,04 × 2,38 méteres hirdetései felületen - állítanak ki. A pályázati kiírás szerint bárki nevezhet, a díjazottak zöme mégis általában reklámszakember vagy képzőművész. A kiállítás 2004-ben a főváros negyedik legismertebb közterületi rendezvénye volt a városlakók körében a Budapest Parádé után, de még a Mesterségek ünnepe és a Budapesti Búcsú előtt. A megkérdezettek 71 százaléka tudott a rendezvényről.

## Története

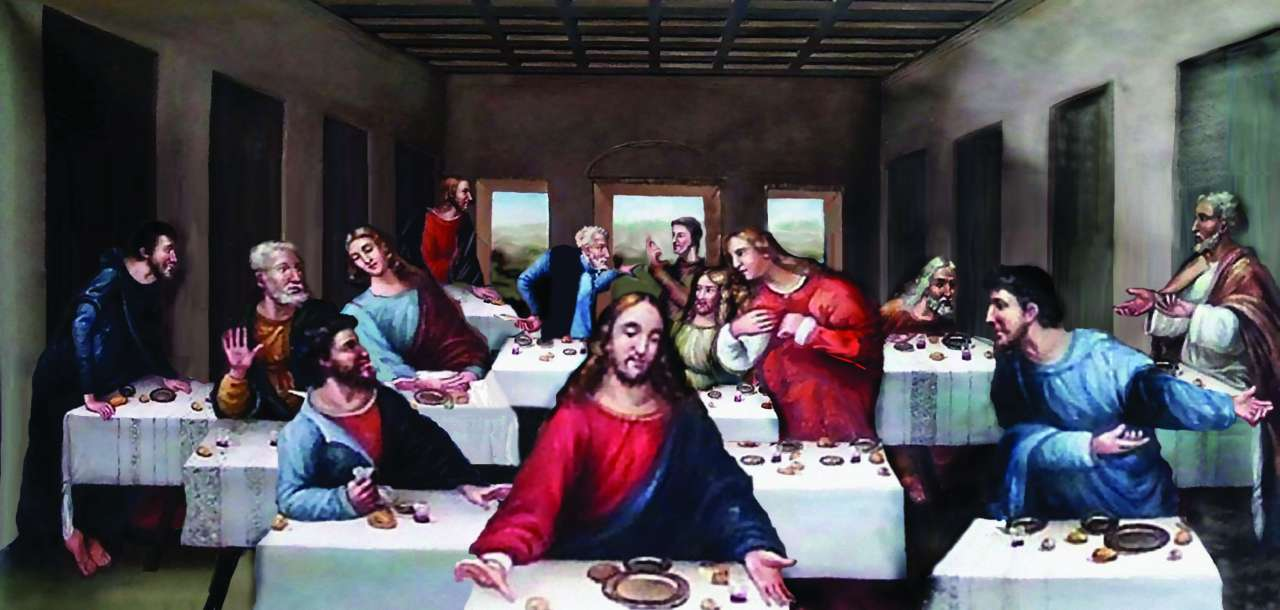
Halász Géza 2006-ban nyertes, Utolsó vacsora című plakátja

1999-ben Bakos Gábor, Fatér Barna és Geszti Péter Arc Kft. néven céget alapítottak egy olyan kiállítássorozat szervezésére, melynek célja reklámcélú óriásplakát-felületek társadalmi üzenetek közvetítésére való felhasználása volt. A kiállítás 2000 és 2017 között a Városligetben kapott helyet. A Liget Budapest projekt munkálatai miatt 2018-ban és 2019-ben a XIV. kerületi Örs vezér útján állították fel a plakátokat. 2020 óta a XI. kerületi Bikás park ad otthont a kiállításnak.
A program az első évben még mintegy hatmillió forintos támogatást kapott a Nemzeti Kulturális Örökség Minisztériumától, 2001-ben azonban már nem jutott erre pénz, a 90 milliós költségvetésből le kellett faragni néhány kapcsolódó szolgáltatás elhagyásával. 2001-ben a Budapest után Egerben is kiállított plakátok közül kettőt a szervezők utóbb letakartak, mivel Seregély István érsek szerint azok a vallásos emberek érzéseit sérthetik. 2003-ban csak a második nekifutásra kapták meg a területhasználati engedélyt Budapest Főváros Önkormányzatától, 2010-ben nehéz anyagi körülmények között, de még megvalósult a kiállítás, 2011-ben azonban támogatók hiányában elmaradt a rendezvény. Ekkor Geszti úgy nyilatkozott, hogy a médiatámogatások mellett is 10-15 millió forintot tesz ki a "válságköltségvetés", ám ha ekkora összeget sem tudnak előteremteni, akkor nincs értelme belevágni a szervezésbe.

## Fogadtatás, kritikák
A plakátok rendre társadalomkritikus módon dolgozzák fel a megadott témákat, és az évek során egyre politikusabbak lettek. Emiatt eleinte számos támadás érte a szervezőket, különösen, hogy Geszti Péterről közismert volt, hogy reklámügynöksége a 2000-es évek elején segítette a Szabad Demokraták Szövetsége kampányait.
A folyamatosan növekvő látogatottságú kiállítást bírálók részéről rendszeresen elhangzik, hogy kifulladt és közhelyesek a plakátok. Ennek ellenére stabilan ezer körüli pályázó munkáiból válogatják össze azt az ötvenet vagy százat, amelyek a szokásos szatírikus közéleti fricskákon túl a 2020-es évekre már fokozatosan komolyabb, a magyar társadalmat érintő erkölcsi, emberi jogi és szociálpszichológiai problémákat fejtegető kiállításon megtekinthetők.

### Tematika, nyertesek
A zsűri többféle díjat is kioszt, így a hagyományos 1., 2., 3. díjon túl a legkedélyborzolóbb alkotásnak a Borz-díjat, valamint közönségdíjat is. A lenti listában az első helyezést elérő művek és alkotóik olvashatók.
| N°  | év   | tematika                            | alkotó                       | cím                                                        |
| --- | ---- | ----------------------------------- | ---------------------------- | ---------------------------------------------------------- |
| 21. | 2021 | Életjel                             | Vértessy Flóra, Ónodi Lóránt | Volt                                                       |
| 20. | 2020 | Hova tovább?                        | Elter Zsolt                  | Szerelem a korona idején                                   |
| 19. | 2019 | Klímariadó                          | Puskás Marcell               |                                                            |
| 18. | 2018 | Unfake!                             | Béky Patrik és Tóth Dániel   | Demagógia                                                  |
| 17. | 2017 | Vigyázat, civilek!                  | Glázer Attila                | Engedély nélkül                                            |
| 16. | 2016 | Hol jár az eszed?                   | Kálmán Kristóf, Putz Patrik  | Elvesztette enyém jellegét                                 |
| 15. | 2015 | Magyar Álom                         | Kelemen Orsolya              | Magyar feeling                                             |
| 14. | 2014 | Te miben hiszel?                    | Macskabajusz Művek           | Egyenlőség, testvériség, közbeszerzés                      |
| 13. | 2013 | Mi történt velünk?                  | Frenyó Teodóra               | Rossz nevelés                                              |
| 12. | 2012 | Jó kedvvel, bőséggel                | Székely Petra                | Miért is lenne jó kedvünk?                                 |
|     | 2011 | elmaradt a kiállítás                |                              |                                                            |
| 11. | 2010 | Hol élsz te? Minek képzeled magad?  | Nagygyörgy Zoltán            | A tatárszentgyörgyi gyilkosság gyermekáldozatának emlékére |
| 10. | 2009 | Re-start: újratervezés              | Kovács Tamás                 | Önerő                                                      |
| 9.  | 2008 | Hol van a boldogság                 | Barta Árpád és Szabó Árpád   | Már bennem                                                 |
| 8.  | 2007 | Élni és túlélni Magyarországon      | Tóth Norbert                 | Régebben kreatívabb voltam                                 |
| 7.  | 2006 | Élve vagy alva?                     | Halász Géza                  | Utolsó vacsora                                             |
| 6.  | 2005 | Haza. Szereted?                     | n/a                          |                                                            |
| 5.  | 2004 | n/a                                 |                              |                                                            |
| 4.  | 2003 | Mutass más arcot! Kerüld a sémákat! | n/a                          |                                                            |
| 3.  | 2002 | n/a                                 | Rutkai Bori, Nyolcas István  | Fájdalom és humorérzék                                     |
| 2.  | 2001 | n/a                                 | Zöld István                  | Sértett                                                    |
| 1.  | 2000 | n/a                                 | Millennium - Bozsó András    | "Három gyerek, három szoba, négy kerék"                    |

## Díjak
- Pro Urbe Budapest (2023)[27]